# Bambi Banat Beograd
Bambi Banat Beograd (code BELEX : BMBI) est une entreprise serbe qui a son siège social à Belgrade. Elle travaille dans le secteur de l'agroalimentaire. Elle entre dans la composition du BELEXline, l'un des indices principaux de la Bourse de Belgrade.

## Histoire
En 1894, un marchand de Vršac, Samuel Švarc, ouvre une première usine de confiserie sous le nom de Canditen - Fabrik ; en 1927, l'usine est reprise et modernisée par les frères Ivko et, après la Seconde Guerre mondiale, elle prend le nom de Banat ; en 1990, Banat devient une société par actions.
De son côté, la société Bambi est créée en 1967 ; elle emploie alors 37 personnes et fabrique des biscuits pour enfants ; elle connaît un important développement dans les années 1970 et 1980 et, dans les années 1990, elle devient une holding. Au milieu de 2004, elle est intégrée au Danube Foods Group. Elle est admise au libre marché de la Bourse de Belgrade le 7 décembre 2004 sous le nom de « Bambi a.d. Požarevac ».
Fin 2006, Bambi et Banat fusionnent pour devenir Bambi Banat, avec un siège social à Belgrade.
Le 18 février 2019, Coca-Cola HBC achète l’entreprise pour 260 millions d'€,.

## Activités
Bambi travaille principalement dans la pâtisserie ; elle produit notamment des biscuits vendus sous les marques « plazma »,, « Zlatni Pek », « Krem Banana », « Wellness », « Belvit », « YoYo », « Charger », « Yo D'Oro », ainsi que du chocolat en tablettes, du chocolat fourré aux fruits vendu sous la marque « Scarlet », des préparations à base de chocolat vendues sous les marques « Poslastina » et « Juhu! » ou des bonbons à la gomme sous la marque « Boni fazoni ».
La société fabrique et commercialise également des biscuits salés sous la marque « Još! »
Bambi dispose de quatre usines de fabrication, deux à Vršac et deux à Požarevac. Ses produits sont distribués en Serbie, au Monténégro, en Macédoine, en Bosnie-Herzégovine et en Slovénie.

## Données boursières
Le 11 juin 2014, l'action de Bambi Banat valait 38 400 RSD (333,97 EUR). Elle a connu son cours le plus élevé, soit 38 500 RSD (334,82 EUR), le 30 janvier 2014 et son cours le plus bas, soit 3 360 RSD (29,22 EUR), le 16 juillet 2003.
Le capital de Bambi Banat est détenu à hauteur de 92,63 % par des entités juridiques, dont 65,95 % par Imlek Beograd et 17,78 % par Vimcamex consulting Ltd.